# أوغينيوز كامينسكي
أوغينيوز كامينسكي (بالبولندية: Eugeniusz Kamiński) هو ممثل بولندي، ولد في 8 نوفمبر 1931 ببيدغوشتش في بولندا، وتوفي في 15 أكتوبر 2018.

## وصلات خارجية
- أوغينيوز كامينسكي على موقع IMDb (الإنجليزية)
- أوغينيوز كامينسكي على موقع قاعدة بيانات الفيلم (الإنجليزية)